# Marinus Kaffl
Marinus Kaffl (* 2000) ist ein deutscher Filmschauspieler.
Von 2007 bis 2017 spielte er den „Christian Preissinger“ in der Fernsehserie Dahoam is Dahoam. Danach übernahm Jonathan Gertis seine Rolle, da Kaffl sich auf sein Abitur konzentrieren wollte. Kaffl betätigte sich dann nicht mehr als Schauspieler.

## Filmografie
- 2012–2017: Dahoam is Dahoam (Fernsehserie, 54 Folgen)